# Marga Claus
Marga Claus (Leeuwarden, 16 februari 1955) is een Nederlandse auteur, die in het Fries schrijft. Een deel van haar werk is in het Nederlands vertaald.

## Achtergrond
Marga Claus werd geboren te Leeuwarden en verhuisde als kind naar Oosterend. Ze werd aan de Pedagogische Academie in Sneek  opgeleid tot onderwijzeres, behaalde een onderwijsbevoegdheid in het Fries en volgde een post-hbo-opleiding volwasseneneducatie. Claus was in deeltijd werkzaam bij het Friesland College, waar ze taalondersteuning gaf aan MBO-leerlingen. In 2021 ging ze daar met pensioen. Daarnaast verzorgt Claus cursussen creatief schrijven, met name in het onderwerp 'levensverhalen schrijven'.
Claus koos er bewust voor om in het Fries te schrijven, omdat deze taal haar het meest aan het hart ligt. Een belangrijke functie van schrijven is voor haar, zoals ze in een vraaggesprek in 2002 verklaarde, "de chaos in mijn hoofd een beetje op orde te brengen. Schrijven is een vorm van macht. Het wapent me tegen wat er om me heen gebeurt. Het is voor mij even belangrijk als ademhalen. Dat geldt ook voor lezen."

## Werk
Al toen ze jong was schreef Claus korte verhalen. In 1990 won ze een tweede prijs in een schrijfwedstrijd van de Stichting Literaire Activiteiten Heerenveen, wat voor haar een bevestiging was dat ze kon schrijven. Haar eerste publicatie, onder de schuilnaam Grethe van der Geest, was het autobiografische verhaal 'Leave Henri of Brief oan 'e Himel', dat in 1999 in het maandblad Trotwaer verscheen. Een jaar later volgde haar romandebuut Oxzana, ferhaal fan in flechtling, dat Claus schreef aan de hand van het waargebeurde levensverhaal van een Oekraïense vluchtelinge die via Afghanistan in Nederland terechtkwam.
Het boek, een documentaire roman die tevens handelt over hoe mensen omgaan met buitenlanders en vluchtelingen, werd over het algemeen goed ontvangen, al had een enkele recensent kritiek op de gebruikte romantechniek en enkele inconsequenties in de vertelstructuur. In 2005 kwam het boek in het Nederlands uit bij uitgeverij Van Gennep, vertaald door Jantsje Post en Oep Elbers, onder de titel Oxzana's vlucht. 
In 2003 kwam Claus met haar tweede boek, De heit van Serafyn, eveneens een op de werkelijkheid gebaseerd boek, dat de verhalen van een franciscaner pater uit Bolsward die twintig jaar als missionaris op Papoea-Nieuw-Guinea werkte als uitgangspunt had. Anders dan Oxzana bevat deze roman echter ook fictieve elementen. De Nederlandse vertaling De vader van Serafyn door dezelfde vertalers als Claus haar debuut verscheen in 2006.
In Lytse do: dei- en nachtboek foar in stjerrebern (2006) richt de vrouwelijke hoofdpersoon, die zelf in de overgang verkeert, zich in dagboekvorm tot het ongeplande en nog ongeboren kind van haar dochter. Al gaat Lytse do vooral over wat er gebeurt in het hart en het hoofd van een moeder die grootmoeder gaat worden, het boek biedt ook een beeld van de tijd waarin het speelt (ca. 2004).
In 2009 zag Bollman & Bollman het licht, gevolgd door Kompleten in 2013. 'Bollman' gaat over de innerlijke strijd en de coming out van een man die zich af en toe vrouw voelt, Kompleten speelt zich af in een klooster in Zeeland. Het verhaal bevat authentieke brieven over Mariaverschijningen in Brazilië. Terwijl in de brieven mensen genezen, lezen we dat de hoofdpersoon in het echte leven afscheid moet nemen van haar ongeneeslijk zieke partner. 
In januari 2017 kwam de Nederlandse vertaling Completen uit op basis van het doorslaande succes van het Friese origineel. Deze keer vertaalde de schrijfster het boek zelf.
In 2016 verscheen Neiskrift, het ‘kadoboek’ in het kader van het rondreizend literair programma Swalk, georganiseerd door Tresoar.
Marga Claus en haar vriendin en collega-auteur Aggie van der Meer verloren vijf jaar eerder beide hun partner. Neiskrift is de literaire neerslag van hun correspondentie over het gemis en over hoe ze proberen de draad weer op te pakken. 
In 2024 ten slotte verscheen een roman die gedeeltelijk gebaseerd is op het leven van Claus' vader, getiteld Libbe.

## Meer informatie
Verdere informatie is te vinden op de website van Tresoar/Literatuur (in Fries en Nederlands) en op de Friese-literatuurpagina van Jelle van der Meulen.

## Publicaties
- 2000: Oxzana, ferhaal fan in flechtling
- 2003: De heit fan Serafyn
- 2005: Oxzana's vlucht (vertaling)
- 2006: De vader van Serafyn (vertaling)
- 2006: Lytse do: dei- en nachtboek foar in stjerrebern
- 2009: Bollman & Bollman
- 2013: Kompleten
- 2015: Mariamonologen
- 2016: Neiskrift (boekenweekgeschenk 2016, samen met Aggie van der Meer)
- 2016: Skilderijen, ikoanen (samen met anderen)
- 2017: Completen (vertaling)
- 2024: Libbe

- Digitale Bibliotheek voor de Nederlandse Letteren: clau026
- Gemeinsame Normdatei: 139634606
- International Standard Name Identifier: 0000 0003 8270 330X
- Library of Congress Control Number: nb2004311732
- Nederlandse Thesaurus van Auteursnamen: 20201875X
- Virtual International Authority File: 266100600
- WorldCat: E39PBJyGVktgvh384jv9WkYkjC